# Джаграев, Эдуард Абрамович
Эдуа́рд Абра́мович Джагра́ев — советский и российский тренер по боксу. Тренер-преподаватель ставропольской Школы высшего спортивного мастерства и Центра спортивной подготовки сборных команд, личный тренер бронзового призёра Олимпийских игр, двукратного чемпиона Европы Давида Айрапетяна. Заслуженный тренер России (1996).

## Биография
В молодости сам активно занимался боксом, выполнил норматив мастера спорта СССР.
В течение многих лет тренировал боксёров в городе Пятигорске Ставропольского края. Работал тренером-преподавателем по боксу в ставропольской Школе высшего спортивного мастерства. Старший тренер Государственного учреждения «Центр спортивной подготовки сборных команд» Госкомспорта России.
За долгие годы тренерской деятельности подготовил многих талантливых спортсменов, добившихся успеха на международном и всероссийском уровнях. Один из самых известных его учеников — заслуженный мастер спорта Давид Айрапетян, бронзовый призёр летних Олимпийских игр в Лондоне, двукратный чемпион Европы, серебряный и бронзовый призёр чемпионатов мира, шестикратный чемпион российских национальных первенств. Джаграев тренировал Айрапетяна на протяжении большей части его спортивной карьеры совместно с тренером-напарником Валерием Васильевичем Энтальцевым.
Также в числе его воспитанников мастер спорта международного класса, серебряный призёр чемпионата Европы Араик Амбарцумов, мастер спорта международного класса, чемпион России, призёр первенства Европы Андрей Корнеев.
За выдающиеся достижения на тренерском поприще в 1996 году был удостоен почётного звания «Заслуженный тренер России». Судья международной категории, арбитр АИБА. Заслуженный работник физической культуры Российской Федерации (2006).